# Oligoneurina ficicola
Oligoneurina ficicola är en fjärilsart som beskrevs av Lajos Vári 1961. Oligoneurina ficicola ingår i släktet Oligoneurina och familjen styltmalar. Inga underarter finns listade i Catalogue of Life.